# Justin Lin
Justin Lin (chiń. upr. 林诣彬; chiń. trad. 林詣彬; pinyin Lín Yìbīn; ur. 11 października 1971  roku w Tajpej) – amerykańsko-tajwański reżyser, scenarzysta, producent filmowy. Justin ukończył Szkołę Filmową UCLA.

## Filmografia

### Reżyseria
- 1997: Shopping for Fangs
- 2002: Better Luck Tomorrow
- 2006: Annapolis
- 2006: Szybcy i wściekli: Tokio Drift (The Fast and the Furious: Tokyo Drift)
- 2007: Finishing the Game
- 2009: Szybko i Wściekle (Fast & Furious)
- 2011: Szybcy i wściekli 5 (Fast Five)
- 2013: Szybcy i wściekli 6 (Fast & Furious 6)
- 2016: Star Trek: W nieznane (Star Trek Beyond)
- 2021: Szybcy i wściekli 9 (F9)
- 2025: Last Days

### Scenariusz
- 1997: Shopping for Fangs
- 2000: Crossover (dokument)
- 2002: Better Luck Tomorrow
- 2007: Finishing the Game
- 2015: Hollywood Adventures
- 2021: Szybcy i wściekli 9 (F9)
- 2023: Szybcy i wściekli 10 (Fast X)

### Producent
- 2002: Better Luck Tomorrow
- 2007: Finishing the Game
- 2015: Hollywood Adventures
- 2016: Star Trek: W nieznane (Star Trek Beyond)
- 2021: Szybcy i wściekli 9 (F9)
- 2023: Szybcy i wściekli 10 (Fast X)

### Montaż
- 1997: Shopping for Fangs
- 1997: Politics of Plate Lunch (krótkometrażowy)
- 2002: Better Luck Tomorrow

### Zdjęcia
- 1994: REGADOR (krótkometrażowy)
- 1995: The Game (krótkometrażowy)
- 1996: Flow